# 라이몬도 비아넬로

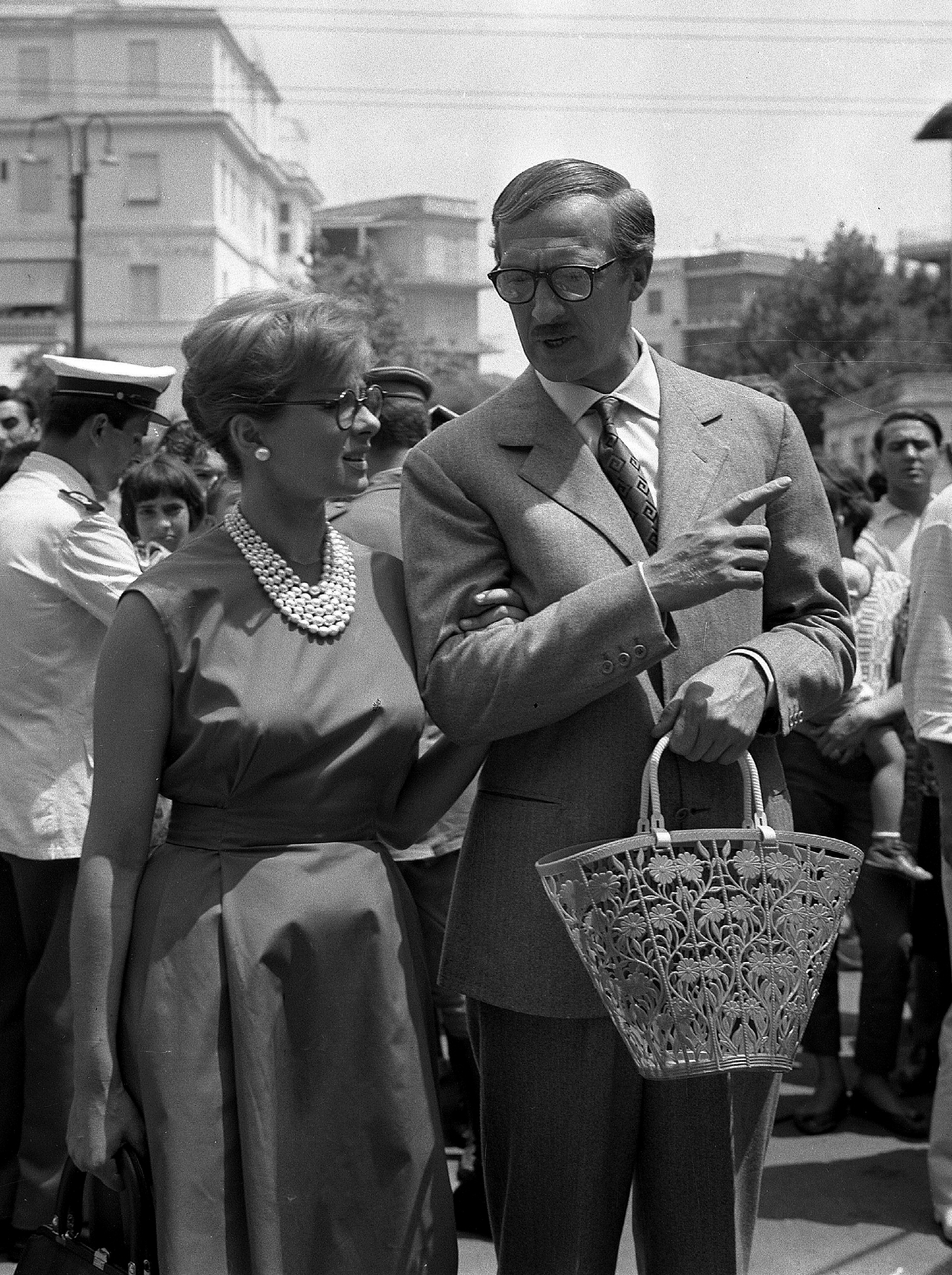

라이몬도 비아넬로(Raimondo Vianello, 1922년 5월 7일 ~ 2010년 4월 15일)는 이탈리아의 희극 배우, TV 사회자, 각본가, 영화배우이다.
로마에서 태어났으며 밀라노에서 사망하였다.

## 영화
- 7인조 도둑 (1968년)
- 매니악 (1964년)
- 듀 콘트로 뚜띠 (1962년)
- 일 프린시페 푸스토 (1960년)
- 도시의 사랑 (1953년)